# Liste der Naturdenkmale in Eschbronn
| Naturdenkmale | Anzahl |
| ------------- | ------ |
| FND           | 0      |
| END           | 7      |
| Gesamt        | 7      |

Die Liste der Naturdenkmale in Eschbronn nennt die verordneten Naturdenkmale (ND) der im baden-württembergischen Landkreis Rottweil liegenden Gemeinde Eschbronn. In Eschbronn gibt es insgesamt sieben als Naturdenkmal geschützte Objekte, keines ist ein flächenhaftes Naturdenkmal (FND), alle sind Einzelgebilde-Naturdenkmale (END).
Stand: 31. Oktober 2016.

## Einzelgebilde (END)
| Name                                 | Bild | Kennung     | Einzelheiten | Position | Fläche Hektar | Datum         |
| ------------------------------------ | ---- | ----------- | ------------ | -------- | ------------- | ------------- |
| Bischofs-Eiche                       | BW   | 83250710120 | Eschbronn    | ⊙        | 0,0           | 21. Okt. 1950 |
| Eiche                                | BW   | 83250710122 | Eschbronn    | ⊙        | 0,0           | 21. Okt. 1950 |
| Linde                                | BW   | 83250710121 | Eschbronn    | ⊙        | 0,0           | 21. Okt. 1950 |
| Schwarzerlen entlang dem Mühlbach    | BW   | 83250710123 | Eschbronn    | ⊙        | 0,0           | 21. Okt. 1950 |
| Tilia intermedia                     | BW   | 83250710126 | Eschbronn    | ⊙        | 0,0           |               |
| 2 Esche                              | BW   | 83250710119 | Eschbronn    | ⊙        | 0,0           | 21. Okt. 1950 |
| 2 Linden, 1 Bergahorn an der Kapelle | BW   | 83250710125 | Eschbronn    | ⊙        | 0,0           | 21. Okt. 1950 |
| Legende für Naturdenkmal             |      |             |              |          |               |               |